# Sanzinia madagascariensis
La boa de Madagascar (Sanzinia madagascariensis) és una espècie de serp de la família Boidae endèmica de Madagascar, en concret de l'illa de Nosy Be i de certes zones del nord de l'illa malgaix. Únic representant del gènere Sanzinia (de vegades inclosa en el gènere Boa). Actualment hi ha dues subespècies reconegudes: S. m. madagascariensis i S. m. volontany.

## Descripció
Els adults tenen una longitud mitjana de 122-152 cm, però s'han trobat espècimens de 183-213 cm. Les cavitats termoreceptores es troben entre les escates labials. Les femelles són més llargues que els mascles.

## Subespècies
Hi ha dues subespècies:
- S. m. madagascariensis (Duméril i Bibron, 1844), és de coloració verda i es troba a l'est de Madagascar
- S. m. volontany (Vences i Glaw, 2004), és de color marró i es troba en el costat occidental de l'illa.

La separació d'aquestes subespècies ha estat recolzada sobre la base de les dades genètiques, i que pot representar espècies diferents.

## Hàbitat
Sol viure sobre arbres i arbustos que estan a prop de rierols, rius, estanys i pantans.

## Estat de conservació

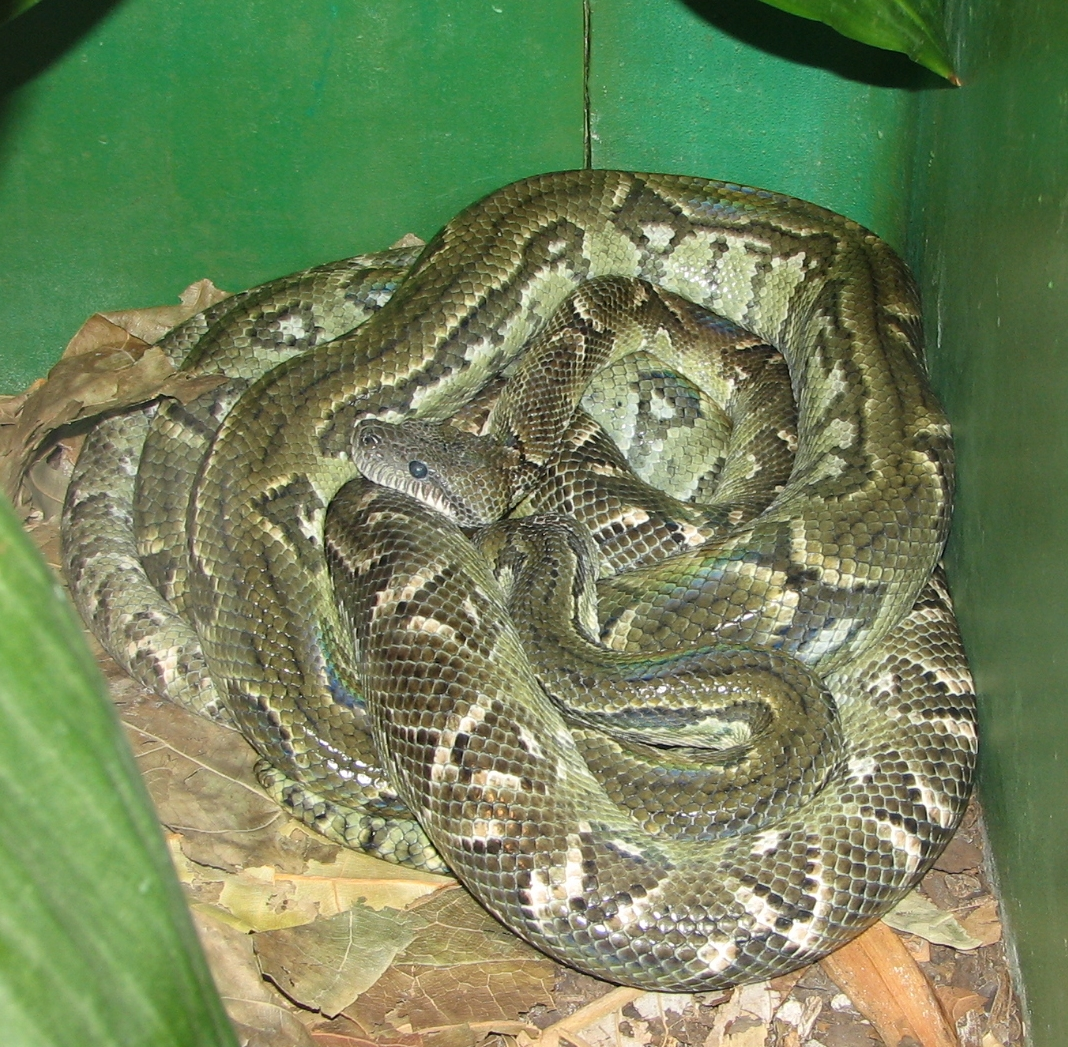
Sanzinia madagascariensis

L'espècie va ser classificada com a Vulnerable (VU) en la Llista Vermella d'Espècies Amenaçades de la UICN en 2006 amb el criteri A1cd (v2.3, 1994). Això vol dir que s'ha observat una reducció estimada de la població d'almenys el 20%, inferida o sospitada en els últims 10 anys o tres generacions, qualsevol que sigui més llarga, basada en una reducció de l'àrea d'ocupació, extensió de presència i /o qualitat d'hàbitat, i sobre la base dels nivells reals o potencials d'explotació.
Actualment figura com a risc mínim (LC), ja que està molt estesa, present en hàbitats molt degradats i no està subjecta a cap amenaça coneguda o presumpta.
També figura a l'apèndix I del CITES, que significa que està en perill d'extinció i la CITES prohibeix el comerç internacional, excepte quan el propòsit de la importació no és comercial, per exemple per a la investigació científica.

## Alimentació
Arbori i generalment nocturna, la S. madagascariensis s'alimenta de mamífers i aus. Les seves cavitats termoreceptores l'ajuden a localitzar la seva presa. També baixa dels arbres per a caçar petits mamífers que hi són a terra.

## Reproducció
Són ovovivípars i les femelles donen llum fins a 12 cries alhora, cadascuna d'uns 38 cm de longitud.
Quan les femelles estan embarassades, el seu color de pell s'enfosqueix. Aquesta adaptació ofereix una major absorció de la calor per als joves en desenvolupament. Després de donar a llum, el color es torna normal tan aviat canvia de pell. Els nounats són d'un vermell brillant per advertir els depredadors que es mantinguin allunyats, mentre que al mateix temps els proporciona camuflatge entre les flors i les copes dels arbres de colors brillants.

## Taxonomia
Quan Kluge (1991) va traslladar la Sanzinia madagascariensis (A.M.C. Duméril i Bibron, 1844) a boa juntament amb l'Acrantophis madagascariensis (AMC Duméril i Bibron, 1844), va donar lloc als sinònims. Per solucionar aquest problema de nomenclatura, va proposar el nom específic de «manditra» com un substitut de S. madagascariensis.
Des de llavors s'ha demostrat que els boids malgaixos i el gènere boa no formen un grup monofilètic, de manera que l'agrupació de la sanzinia, l'acrantophis i la boa era incorrecta i, per tant, el nom Sanzinia madagascariensis és el nom correcte d'aquesta espècie.